# Jordy Croux
Jordy Croux (Hasselt, 15 gennaio 1994) è un calciatore belga, centrocampista del Júbilo Iwata.

## Palmarès

### Club

#### Competizioni nazionali
- Campionato belga: 1

Genk: 2010-2011
- Supercoppa del Belgio: 1

Genk: 2011
- Coppa del Belgio: 1

Genk: 2012-2013